# Русская униатская церковь

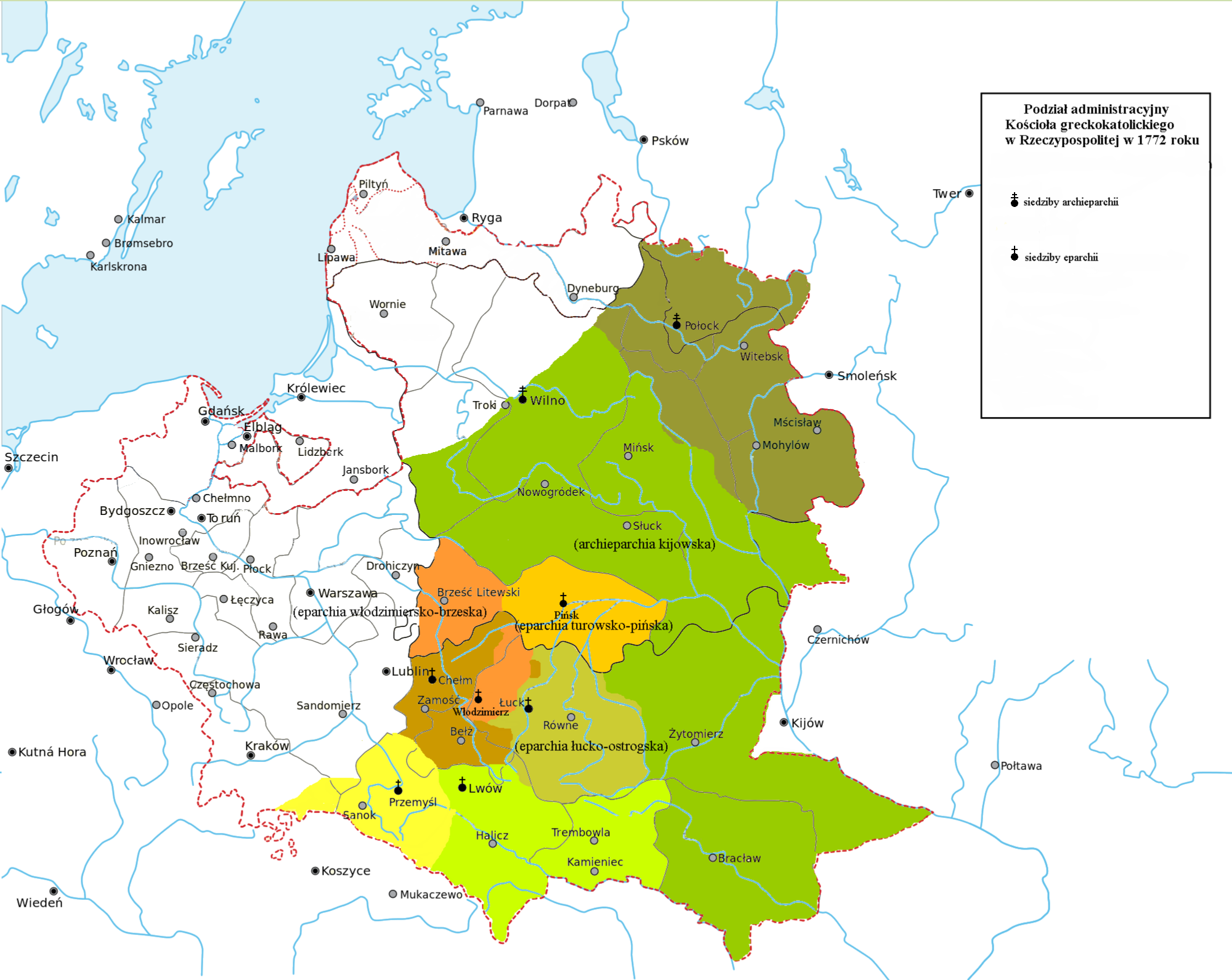
Административное деление Русской униатской (Греко-Католической) церкви в 1772 году (до раздела Речи Посполитой)

Русская униатская церковь (лат. Ecclesia Ruthena unita, пол. Ruski Kościół Unicki, укр. Руська Унійна Церква, бел. Руская Уніяцкая Царква), также Митрополия (Верховная архиепископия) Киевская, Галицкая и всея Руси — поместная католическая церковь греческого обряда, образованная в Речи Посполитой в результате Брестской унии (1596). В богослужении использовался церковнославянский и западнорусский письменный язык.
Её прямыми преемниками в настоящее время являются: Украинская и Белорусская грекокатолические церкви, а также косвенно Российская грекокатолическая церковь, образованная в новейшее время и не восходящая непосредственно к Брестской унии (1596). Русинская грекокатолическая церковь восходит не к Брестской, а к Ужгородской унии (1646), наряду с Венгерской и Словацкой церквями.

## Предыстория
В 988 году князь Владимир Святославич ввёл христианство в его греческом обряде как государственную религию Руси. В 1054 году произошёл Великий раскол восточной и западной христианских церквей. Киевская Церковь унаследовала традиции византийского Востока и была частью Константинопольского патриархата. 

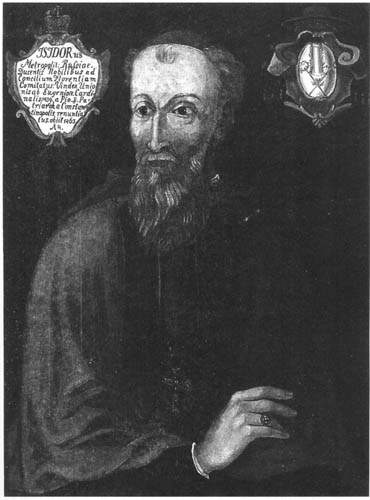
Исидор, Митрополит Киевский и всея Руси. (1436-1458)

Киевский митрополит Исидор был одним из подписавших Флорентийскую унию в июле 1439 года. В Великом княжестве Московском отказались признать Флорентийскую унию и отделились от Киевской митрополии, избрав в 1448 году своего митрополита и образовав отдельную митрополию с центром в Москве.
12 декабря 1452 года в соборе Святой Софии, в присутствии императора, епископата и мирян Исидор провозгласил о союзе Римско-католической и Православной церквей.
В 1458 году, патриархом Константинопольским вступившим в унию, в сан митрополита Киевского Галицкого и всея Руси был посвящён Григорий Болгарин. Границы Киевской митрополии изменились, в её составе оставалось 9 епархий. До 1467 года уния не отвергалась, но затем митрополит Григорий вступил в общение с восстановленным после падения Константинополя в 1453 году, Константинопольским Патриархом, находившимся теперь на территории Османской империи. Несмотря на это, отношение к унии в целом оставалось нейтральным. Политика Речи Посполитой была преимущественно антиосманской. В 1588 году патриарх Константинопольский Иеремия II, проезжая через Речь Посполитую устроил чистку в высшем руководстве Киевской митрополии, а затем прибыв в Москву в 1589 году, повысил статус Московской митрополии  до Патриаршества, что усиливало притязания Москвы на православные территории Речи Посполитой.
Большая часть епископов Киевской митрополии во главе с митрополитом Михаилом Рогозой поддержали унию.

## История

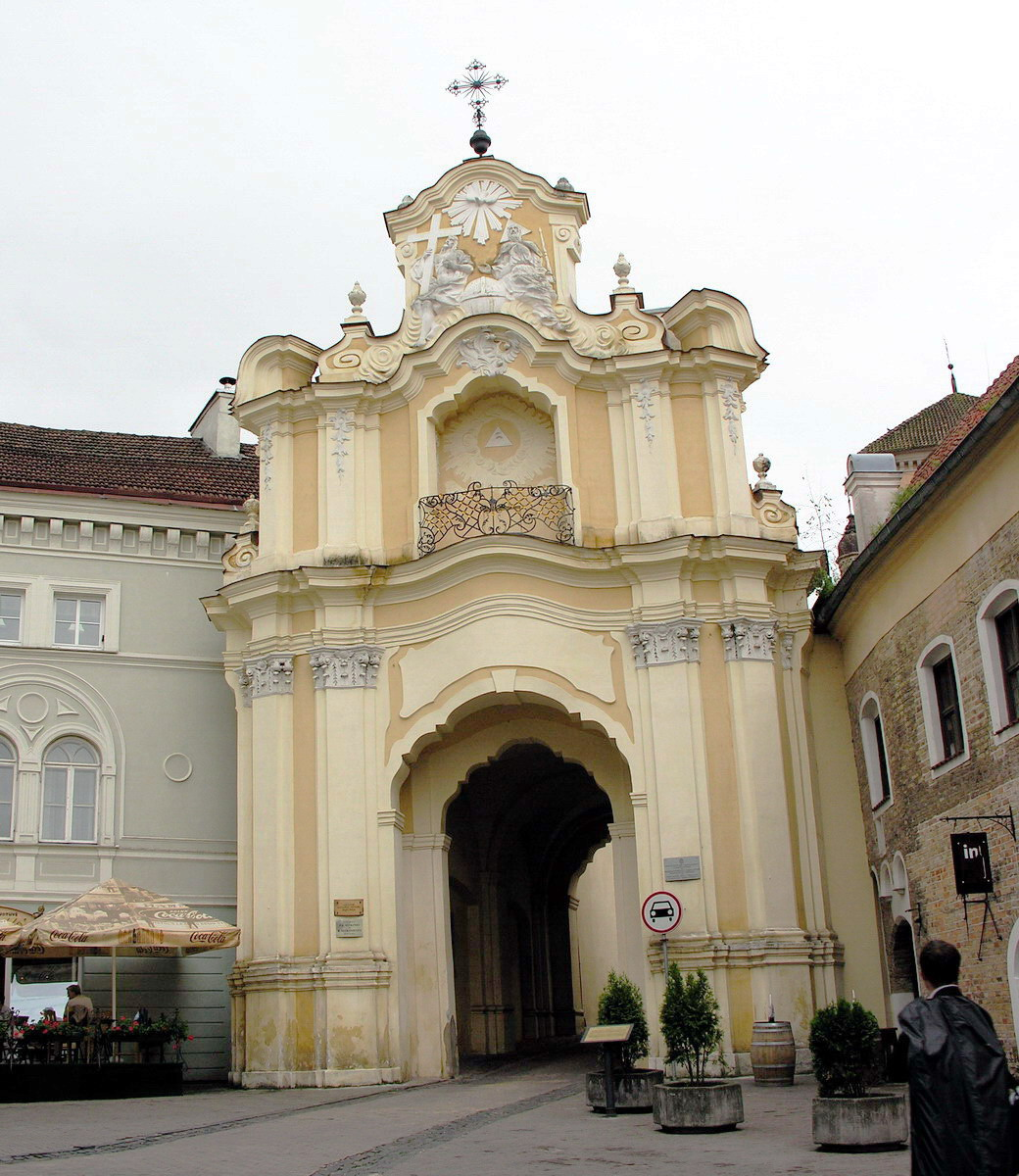
Церковь Святой Троицы и базилианский монастырь в (Вильно) — одна из древних резиденций митрополитов Киевских

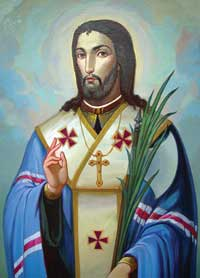
Архиепископ Полоцкий Иосафат Кунцевич, убитый в результате Витебского восстания 1623 года и причисленный в 1867 году к лику святых

В результате Брестской унии заключённой в 1596 году, на территории Речи Посполитой была образована Униатская церковь, митрополия была переподчинена Папе Римскому, сумев сохранить все епархии в своём составе. В то же время противниками унии была сохранена и православная церковная организация, что обусловило параллельное существование двух Киевских митрополий: греко-католической и православной.
Протесты православных против перевода церквей и монастырей в унию выражались в форме литературной полемики, дебатов на сеймах, братского движения, а также открытых выступлений вплоть до восстаний, среди которых выделяют Могилёвское 1618 года и Витебское 1623 года, вызванных действиями архиепископа Полоцкого. В свою очередь Униатская церковь для увеличения влияния среди населения создала собственную систему учебных заведений и церковных братств, активно участвовала в литературной полемике, занималась книгоизданием.
Уже в 1601 году в Вильне митрополит Киевский, Галицкий и всея Руси Ипатий Поцей основал при Троицком монастыре первую духовную семинарию Русской униатской церкви.
В целом униатская церковь пользовалась государственной поддержкой, хотя и рассматривалась как второразрядная, о чём свидетельствовало в частности, то, что крупнейшие греко-католические иерархи не были включены в состав сената.
Постепенно авторитет униатской церкви рос, чему способствовало создание ордена базилиан, а также переход в греко-католичество Мелетия Смотрицкого. С 1630-х годов к унии стала склоняться шляхта. В 1630-х годах митрополит Иосиф Рутский предпринимал попытку создания объединённого униатско-православного Киевского патриархата, однако проект оказался неудачным. Несмотря на усилия по распространению унии, в 1647 году в Речи Посполитой насчитывалось около 4 тысяч униатских и более 13,5 тысяч православных приходов.

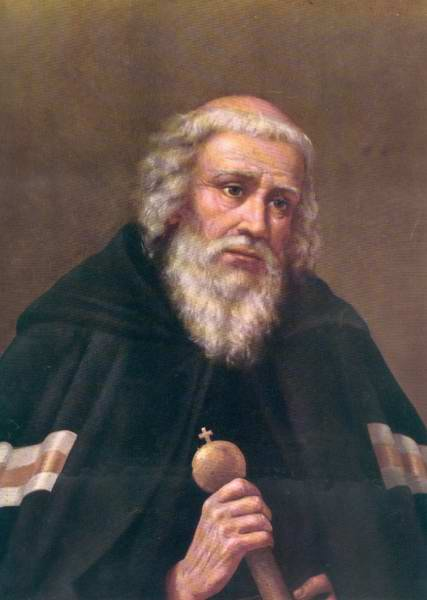
Митрополит Киевский Иосиф Рутский

Посвящение в 1620 году Патриархом Иерусалимском Феофаном III новой православной иерархии в Речи Посполитой (до того православные епископы не допускались на кафедры королём Сигизмундом III), раздел грамотой Владислава IV в 1635 году культовых учреждений между православными и униатами утвердили разделение на 2 легальные киевские митрополии (униатскую и православную) и закрепили раскол западнорусского (белорусско-украинского) общества. Попытки его примирения делались на соборах 1629 году в Киеве и 1680 года в Люблине, созванными по инициативе униатской иерархии, но были проигнорированы православными. В 1630-е годы митрополит Иосиф Рутский вынашивал проект создания на базе Киевской митрополии патриархата, общего для православной и униатской церквей, чем заинтересовал православных оппонентов, в том числе Петра Могилу. Но эта идея не встретила поддержки папства, правительства Речи Посполитой, не нашла понимания православного населения.
Во время войны Речи Посполитой с Россией 1654—1667 годов на занятых российскими войсками территориях уния оказалась под запретом. После Андрусовского перемирия 1667 года правящие круги Речи Посполитой резко усилили поддержку унии. Ещё в большей степени росту её привлекательности в глазах шляхты способствовало подчинение Киевской православной митрополии Московскому патриархату в 1688 году, что означало потерю самостоятельности православной церкви Речи Посполитой и полное её подчинение интересам России, противника в недавней войне. Особенно поддержка униатской церкви и одновременно давление на православную со стороны центральной власти возросла в правление Яна Собесского. В 1692 году уния принята Перемышльской епархией, в 1700 — Львовской, в 1702 — Луцкой. В это же время униатское население Речи Посполитой превысило православное. Распространение унии было столь заметным, что в последней четверти XVII века в Русском царстве бытовало мнение о том, что в Малороссии «были мало не все униаты — редкие остались в православии».
В XVIII веке началась постепенная латинизация униатской церкви, выраженная в перенимании латинского обряда, что противоречило условиям Брестского собора 1596 года. Проводниками латинизации были базилиане, происходившие в основном из польско-католических семей. Особое значение имел проведённый в 1720 году Замойский собор, постановивший унифицировать богослужение, приняв литургические книги, одобренные папской властью, и отказавшись от использования некатолических изданий. После 1720 года в униатстве наметилось два течения: сторонники первого стремились к заимствованию римско-католических традиций, второго — к сохранению собственных западнорусских православных традиций и чистоте обряда.
C 1729 года (официально с 1746 года) по 1795 год резиденцией униатских митрополитов был город Радомышль. 5 марта 1729 во владение Радомышлем вступил номинант и администратор Киевской униатской митрополии епископ Атанасий Шептицкий, который позже, в этом же году становится митрополитом.
В 1791 году на территории Великого княжества Литовского униаты составляли 39 % населения, а на территории современной Белоруссии — 75 % (в сельской местности — более 80 %).

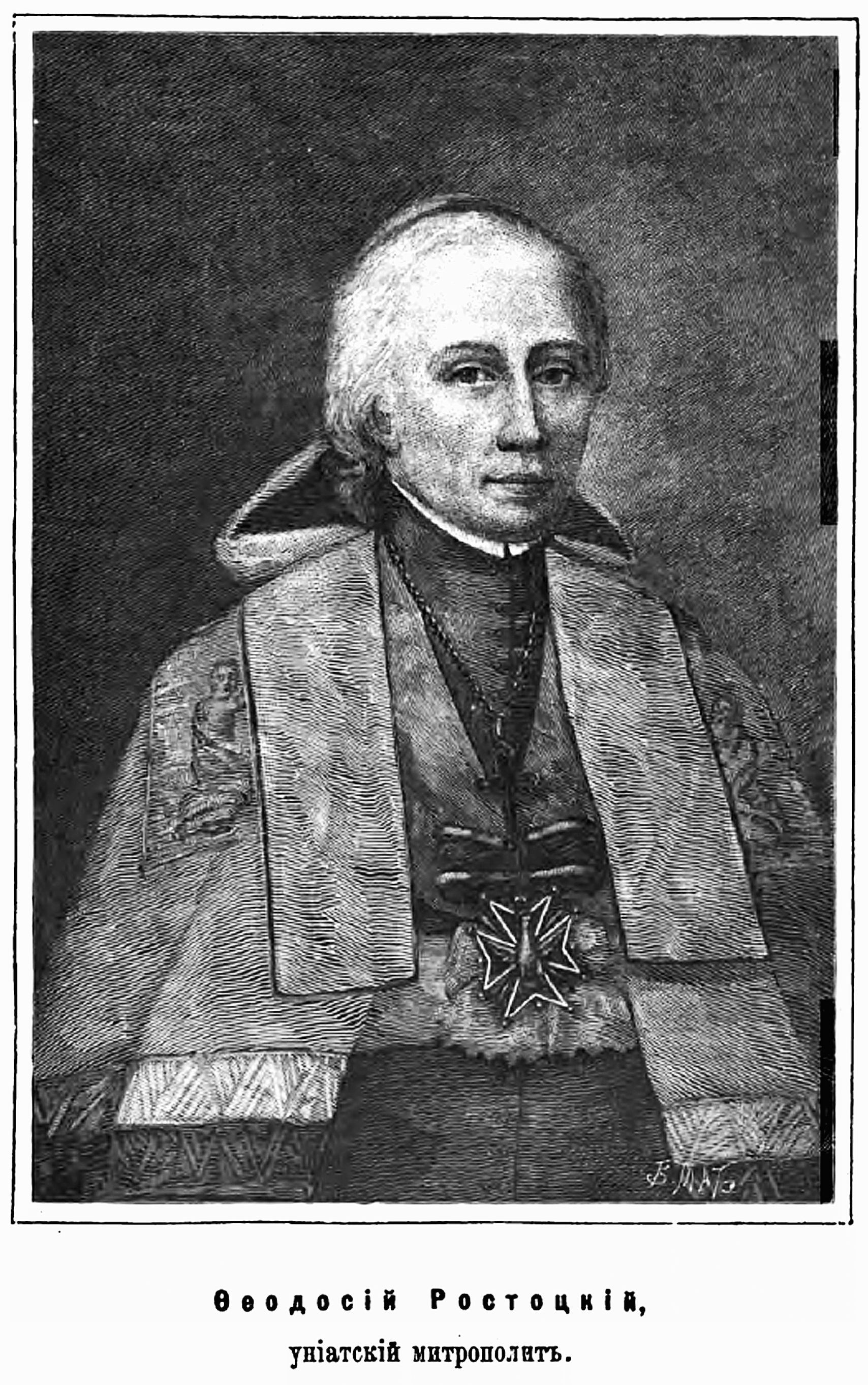
Митрополит Киевский, Галицкий и всея Руси Феодосий Ростоцкий.

Большинство последователей униатской церкви составляли крестьяне. Кроме того, униатами являлись часть горожан и мелкой шляхты.
После разделов Речи Посполитой, когда большая часть территории епархий униатской церкви оказалась в составе Российской империи, часть грекокатоликов присоединилась к Православной Российской церкви, а часть осталась в подчинении у Рима.
Общее направление политики всех русских императоров было непреклонным. Прихожан Русской греко-католической церкви рассматривали как православных, которые под давлением приняли юрисдикцию Папы, и которые под любым предлогом склонны эту юрисдикцию нарушить. Уже во время правления Екатерины II была широко распространена деятельность по переводу грекокатоликов в православие на землях Литвы и Белоруссии. В 1787 году Екатерина II постановила, что печатать духовные книги в Российской империи могут только типографии, подчиненные Синоду, и деятельность греко-католических типографий прекратилась. В 1794 году православный епископ Виктор Садковский разослал обращения с призывом к униатам переходить «в правую веру», которые зачитывались в городах и сёлах как государственные акты. Если появлялись желающие перейти в православие, то власти записывали их в книги, выплачивали им денежное пособие и присылали священника с отрядом солдат, которые изымали церковь у грекокатоликов и передавали православным, а греко-католических священников высылали вместе с семьями. Предписывалось упразднять греко-католические приходы, если к ним приписаны менее 100 дворов, но в случае, если они хотели перейти в православие, им разрешалось существовать. Греко-католические епархии, за исключением Полоцкой, были упразднены, а епископы отправлены на пенсию или за границу.
По смерти Феодосия Ростоцкого (1805), 24 февраля 1807 года папа Пий VII подписал буллу «In universalis Ecclesiae regimine», по которой провозглашалась грекокатолическая Галицкая митрополия — как правопреемник Киевской униатской митрополии.
После перерыва (в царствования императоров Павла I и Александра I) борьба с унией была продолжена императором Николаем I. Административной ликвидации униатской церкви предшествовала кампания сближения униатских обрядов с православными, руководимая епископом Литовским Иосифом Семашко. В 1839 году на соборе в Полоцке решения Брестского собора были аннулированы: 1607 униатских приходов и более 1 млн 600 тысяч человек перешли в юрисдикцию Православной российской церкви. Единственной униатской епархией в Российской империи оставалась Холмская епархия, которая была обращена в православную в 1875 году.

## Список предстоятелей
| Илл. | Имя                  | Начало           | Конец            |
| ---- | -------------------- | ---------------- | ---------------- |
|      | Михаил Рогоза        | 27 июля 1596     | 1599             |
|      | Ипатий Поцей         | 26 сентября 1599 | 18 июля 1613     |
|      | Иосиф Рутский        | 5 апреля 1614    | 5 февраля 1637   |
|      | Рафаил Корсак        | 1637             | 28 августа 1642  |
|      | Антон Селява         | 18 марта 1642    | 5 октября 1655   |
|      | Гавриил Коленда      | 24 апреля 1655   | 11 февраля 1674  |
|      | Киприан Жоховский    | 11 февраля 1674  | 26 октября 1693  |
|      | Лев Слюбич-Заленский | 22 сентября 1694 | 24 августа 1708  |
|      | Юрий Винницкий       | 7 мая 1708       | 22 сентября 1713 |
|      | Лев Кишка            | 17 сентября 1714 | 19 ноября 1728   |
|      | Атанасий Шептицкий   | 18 августа 1729  | 12 декабря 1746  |
|      | Флориан Гребницкий   | 16 декабря 1748  | 18 июля 1762     |
|      | Филип Володкович     | 18 июля 1762     | 12 февраля 1778  |
|      | Лев Шептицкий        | 1778             | 1779             |
|      | Ясон Смогоржевский   | 1780             | 1788             |
|      | Феодосий Ростоцкий   | 1 ноября 1788    | 25 января 1805   |

Последующих, поставленных с июля 1806 года российским правительством на такое достоинство, — Ираклия Лисовского, Григория Кохановича, Иосафата Булгака — папский престол считал только администраторами.
24 февраля 1807 года Папа Римский Пий VII подписал буллу «In universalis Ecclesiae regimine», по которой провозглашалась грекокатолическая Галицкая митрополия и утверждалась кандидатура на пост митрополита, как правопреемника Киевской грекокатолической митрополии.

## Церковная структура
После Брестской унии 1596 года униатскими стали Киевская, Полоцкая архиепархии и Пинская, Луцкая, Владимирская и Холмская епархии. Унию не приняли Львовская и Перемышльская епархии. После смерти владыки Кирилла Терлецкого в 1607 году Луцкая епархия постепенно отошла от унии, вернувшись к ней в 1702 году с епископом Дионисием Жабокрицким. После взятия в 1616 году польскими войсками Смоленска король номинировал в 1625 году Льва Кревзы на архиепископа Смоленского, основав тем самым униатскую Смоленскую архиепархию. В 1691 году к униатской Киевской митрополии присоединилась Перемышльская епархия с владыкой Иннокентием Винницким, а в 1700 году присоединилась Львовская епархия с епископом Иосифом Шумлянским.
- Киевская архиепархия
- Полоцкая архиепархия
- Смоленская архиепархия
- Пинская и Туровская епархия
- Луцкая и Острожская епархия
- Владимирская и Брестская епархия
- Холмская епархия
- Львовская епархия
- Перемышльская епархия

Ко времени разделов Речи Посполитой Русская униатская церковь насчитывала 9300 приходов, 10 300 священников и 4,5 миллионов прихожан (тогда как всё население Речи Посполитой составляло 12,3 миллионов человек). Кроме того, униатской церкви принадлежало 172 монастыря с 1458 монахами.